# 七人士の墓

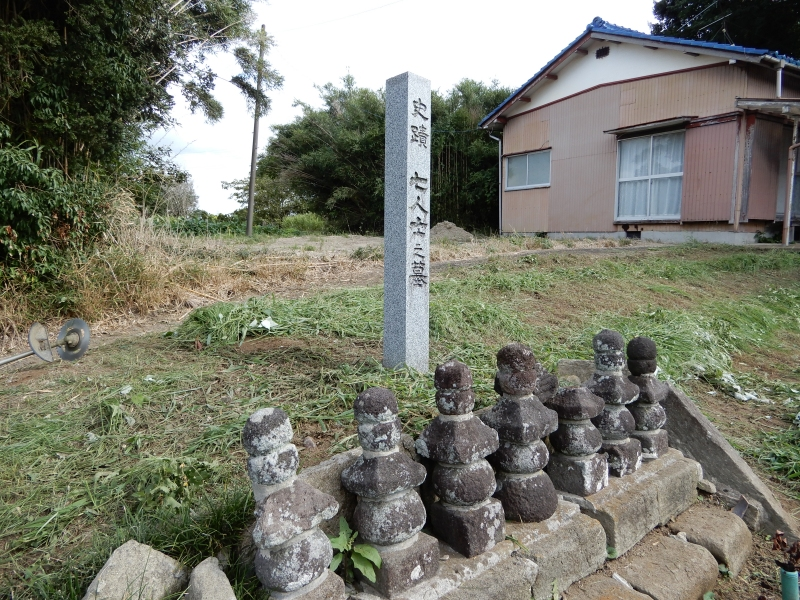
七人士の墓

七人士の墓（しちにんしのはか）は、房総（現在の千葉県）における大友皇子伝承地の1つ。

## 来歴
千葉県には、壬申の乱後に大友皇子が逃れてきたという伝説が多数存在する。皇子は、君津市俵田の白山神社にたどり着き、ここを小川御所として暮らしていたが、大海人皇子が差し向けた追討軍による急襲を受けて死亡したとされる。この際、大友皇子に付き従った7人の臣を葬ったとされるのが七人士の墓である。
各地域の伝説の特徴として、皇子は逃走する際、必ず従者や女官を伴っていることが挙げられるが、この地の伝説もそうなっている。
七人士の墓は、君津市戸崎の県道木更津末吉線沿いにある。JR久留里線小櫃駅から駅前の通りを南下西進し、八幡神社を過ぎてしばらく行ったところの右側である。他の墓地と一緒になっているのでわかりにくい。

## アクセス
JR久留里線 小櫃駅 徒歩21分